# Krzysztof Liebruder
Krzysztof Liebruder (ur. 22 marca 1592 w Białej Piskiej, zm. 20 grudnia 1659 w Królewcu) – polski duchowny luterański, pedagog.

## Życiorys
Kształcił się w gimnazjum akademickim w Toruniu, od 1607 studiował na uniwersytecie w Królewcu. Od 1618 był diakonem (duchownym pomocniczym), a w latach 1620–1659 pastorem (proboszczem) polskiej parafii ewangelickiej w Królewcu, od 1648 seniorem duchowieństwa miejskiego. Za zezwoleniem księcia Jerzego Wilhelma w 1634 przy parafii została uruchomiona polska szkoła miejska, dla której opracował 2 podręczniki, używane również w Prusach Królewskich i na Śląsku w XVII-XVIII w. Był to łacińsko-niemiecko-polski podręcznik gramatyki (według Jana Rheniusa; I wyd. Elbląg 1642) i polskie uzupełnienie niemieckojęzycznego podręcznika łaciny Jana Amosa Komeńskiego (I wyd. Królewiec 1647). W okresie jego urzędowania (1632) wznowiono odprawianie polskich nabożeństw w katedrze, na Starym Mieście i w Lipniku. W kościele polskim umieszczono epitafium (niezachowane). Zwany również Liebbruder, lub – w formie łacińskiej – Christophorus Liebruderus.